# Hogerhuis (politiek)

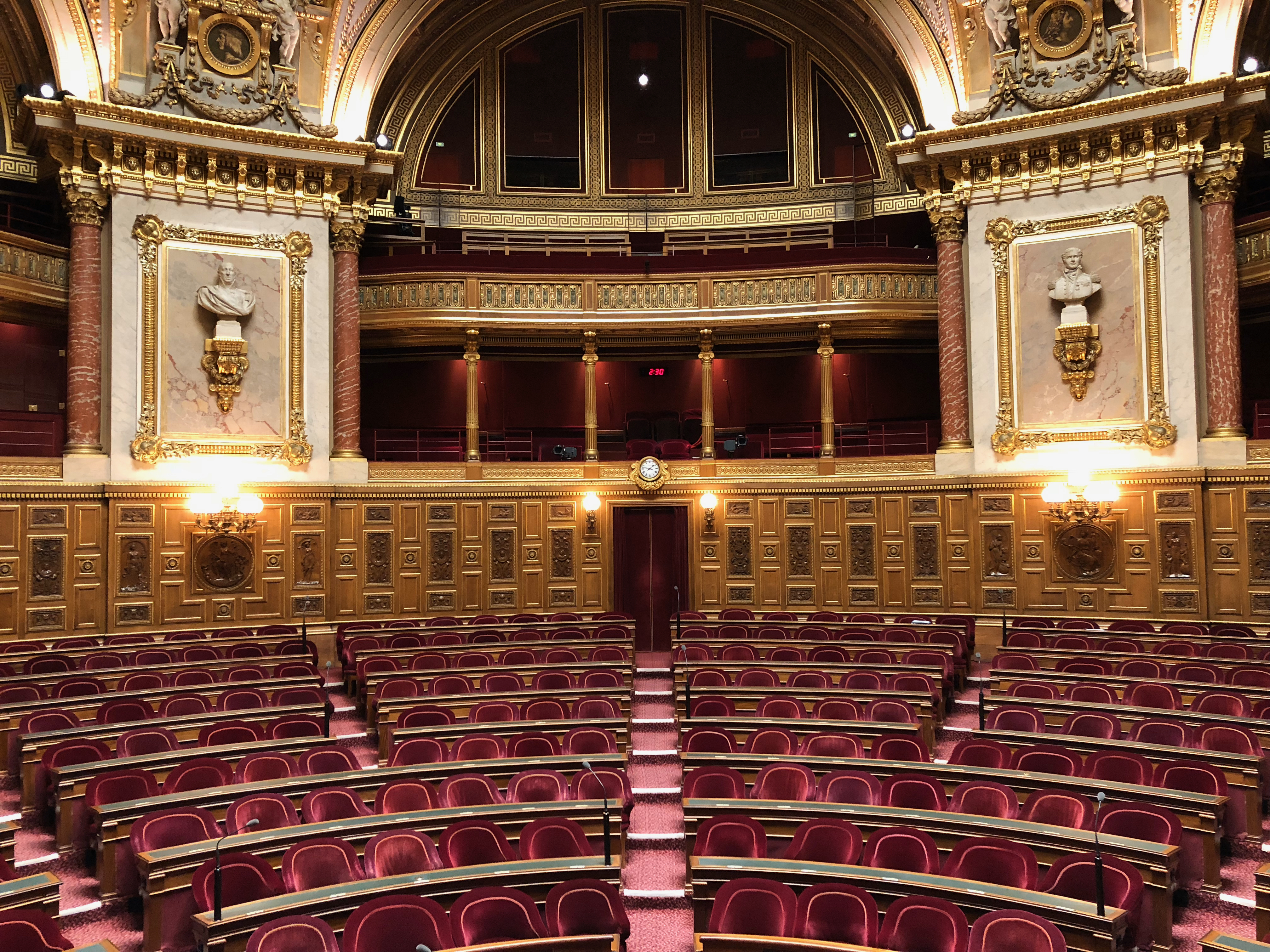
De Franse Senaat in 2018

Met hogerhuis in politieke termen wordt een bepaald onderdeel van een parlement bedoeld. In een tweekamerstelsel bestaat een parlement uit een hogerhuis (eerste kamer, senaat) en een lagerhuis (tweede kamer). In steeds meer parlementaire stelsels kiest men voor een eenkamerstelsel.
Historisch is het hogerhuis de erfenis van een standenstaat. De standen vergaderden wanneer de Staten-Generaal bijeen kwamen niet gezamenlijk. De eerste en tweede stand, geestelijkheid en adel, vergaderden apart. Het Britse House of Lords dat alleen edellieden en bisschoppen onder de leden telt is daarvan een overblijfsel.
Tot 1918 waren er in Europa in veel landen eerste kamers die door reactionaire regeringen waren ingesteld om de invloed van de democratisch gekozen tweede kamers te verminderen. Voorbeelden daarvan zijn de getrapt gekozen Nederlandse Eerste Kamer en het Pruisische Herrenhaus met zijn edellieden, door de rijken gekozen en door de koning benoemde leden.
Een senaat kan ook de machtsverhoudingen in een federale staat tot uitdrukking brengen. Dan is er geen sprake van een zuiver tweekamerstelsel maar hier is het instellen van een eerste kamer een onderdeel van de federale staatsinrichting. Voor de Amerikaanse Senaat kan iedere staat twee senatoren afvaardigen. De grootte van de staat is daarbij niet van belang. Ook de Duitse Bundesrat is een eerste kamer met vertegenwoordigers van de regeringen van de bondslanden van de Bondsrepubliek Duitsland. In Maleisië, ook een federale staat, zijn de prinsen en koningen lid van een eerste kamer.
Een voorbeeld van een tweekamerstelsel was de constitutie van het Eerste Franse Keizerrijk. Napoleon I stelde vast dat de Tweede Kamer ("Corps législatif") niet mocht debatteren maar de wetsvoorstellen in geheime stemmingen aan zou nemen of verwerpen. De Eerste Kamer (Tribunaat), mocht wél bespreken maar niet amenderen. Jacques Presser spreekt in zijn Napoleonbiografie over "een karikatuur van een wetgevende macht" met "legislative eunuchen".